# Loutar

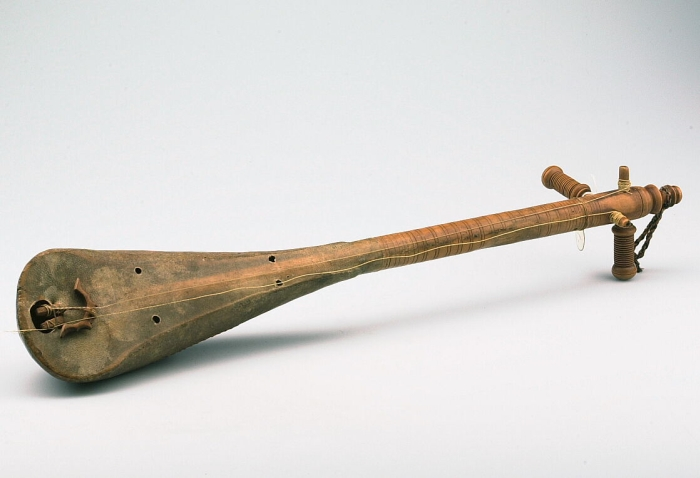
Loutar

O loutar ou lotar  (em amazigh: ⵍⵓⵟⴰⵕ ) é um instrumento de cordas dedilhadas berbere da família do oud (alaúde), originário do Marrocos . É tradicionalmente feito de madeira e tem o formato de uma pera alongada no braço do instrumento.

A palavra Loutar deriva do árabe clássico Al-Watar e significa corda no dialeto árabe marroquino.
1. ↑  «Le lotar». www.akhaba.com. Consultado em 27 de fevereiro de 2016

- Instrumentos musicais africanos